# Vliermosfamilie
De vliermosfamilie (Cryphaeaceae) is een familie van bladverliezende mossen uit de orde Hypnales.

## Determinatie
De soorten groeien meestal epifytisch, zelden epilitisch. De middelgrote planten met kruipende, rechtopstaande of hangende stengels hebben weinig tot regelmatig geveerde takken, soms ook boomvormig. De stengeldoorsnede heeft geen centrale streng. De bladeren met een enkele ribbe zijn ovaal tot lancetvormig, de bladpunt is rond tot puntig. De bladcellen zijn kort. De sporencapsules met zeer korte seta zijn meestal verzonken in de perichaetiale bladeren. Het capsuledeksel is kegelvormig tot snavelvormig, de kleine calyptra is kegelvormig tot klokvormig. Het buitenste peristoom bestaat uit 16 papillaire tanden, het binnenste peristoom is vaak verkleind of zelden volledig afwezig.
Verspreidingsgebieden zijn voornamelijk tropische, subtropische en gematigde klimaatzones.

## Taxonomie
Volgens Frey, Fischer & Stech omvat de familie 12 geslachten met 75 soorten:
- Cryphaea met 34 soorten
- Cryphaeophilum, slechts 1 soort Cryphaeophilum molle in Zuid-Amerika
- Cryphidium, 1 soort Cryphidium leucocoleum in Argentinië
- Cyptodon, 4 soorten
- Cyptodontopsis, 1 soort Cyptodontopsis leveillei, Zuidoost-Azië
- Dendroalsia, 1 soort Dendroalsia abietina
- Dendrocriphaea, 7 soorten
- Dendropogonella, 1 soort Dendropogonella rufescens
- Monocryphaea, 1 soort Monocryphaea ravenalii
- Pilotrichopsis, 3 soorten
- Schoenobryum, 16 soorten
- Sphaerotheciella, 5 soorten